# Bielec (Góry Kaczawskie)
Bielec, Gruszka – słabo zaznaczające się wzniesienie(450 m n.p.m.) w północno-zachodniej części Grzbietu Wschodniego w Górach Kaczawskich. Stanowi zakończenie bocznego ramienia odchodzącego od szczytu Polanka w kierunku południowo-zachodnim, w stronę Wojcieszowa. Polanka z kolei znajduje się w grzbiecie ciągnącym się na zachód od Bukowinki poprzez Marciniec, Rogacz, Dłużek i Chmielarz, a dalej przez Trzciniec, Zadorę i Lipną w stronę Wojcieszowa. 
Bielec zbudowany jest ze staropaleozoicznych skał metamorficznych pochodzenia osadowego – fyllitów, łupków albitowo-serycytowych, chlorytowo-serycytowych i kwarcowo-serycytowych z wkładkami marmurów (wapieni krystalicznych – kalcytowych i dolomitowych), należących do metamorfiku kaczawskiego. Masyw poprzecinany jest żyłami permskich porfirów (ryolitów). Na południowych zboczach znajduje się wyrobisko nieczynnego kamieniołomu wapieni krystalicznych Gruszka. Wyrobiska kamieniołomu ciągną się w kierunku szczytu Trzcińska. Stąd nazwa Gruszka była nadawana szczytowi Trzcińska oraz Bielca.
Szczyt i zbocza pokrywają łąki i zagajniki.